# Mason (hrabstwo Bayfield)
Mason – wieś w Stanach Zjednoczonych, w stanie Wisconsin, w hrabstwie Bayfield.